# Dinomaca
Dinomaca o Deinomaca (in greco antico: Δεινομάχη?, Deinomáche; V secolo a.C. – V secolo a.C.) è stata una nobile ateniese, moglie di Clinia e madre del famoso Alcibiade.
Essendo figlia di Megacle, figlio di Ippocrate, Dinomaca apparteneva all'importante famiglia ateniese degli Alcmeonidi.
Dato che Plutarco sostiene che la prima moglie di Pericle (anch'egli un Alcmeonide) sia stata una sua parente ma non ne cita il nome, alcuni storici sostengono che si trattasse di Dinomaca, mentre secondo altri sarebbe invece stata una sorella di Dinomaca.